# 제품 시연
제품 시연, 제품 데모 또는 간단히 데모(demo)는 마케팅에서 잠재 고객에게 제품을 시연하는 프로모션이다. 목표는 고객이 해당 항목을 구매하도록 하기 위해 고객에게 제품을 소개하는 것이다.
이러한 시연 중에 샘플로 제공되는 제품에는 신제품, 기존 제품의 새 버전 또는 최근에 새로운 상업적 마켓플레이스에 도입된 제품이 포함될 수 있다.
제품 시연은 시각적 지원을 제공하여 판매 프레젠테이션의 품질을 향상시킨다. 잠재 고객의 특정 제품 관련 문제를 해결하는 효과적인 방법으로 제공된다.

## 같이 보기
- 노점 (가게)
- 최소 기능 제품
- 포도주 테이스팅